# Francesc Sforza
|  | Per a altres significats, vegeu «Francesco Sforza di Santa Fiora». |

|  | Per a altres significats, vegeu «Francesc II Sforza». |

Francesc I Sforza (San Miniato, Toscana, 23 de juliol de 1401 - Milà, Ducat de Milà 1466) fou un noble italià que va ser Duc de Milà entre 1450 i 1466. Fou el fundador de la dinastia Sforza al Ducat de Milà.

## Família
Fou un dels set fills il·legítims del condottiero Muzio Sforza i Llúcia da Torsano. Va passar la seva infantesa a Tricarico, població situada l'actual regió de Basilicata, marquesat que li fou atorgat el 1412 pel rei Ladislau I de Nàpols.
Es casà el 23 d'octubre de 1418 amb la comtessa Polissena Ruffo. D'aquesta unió tingueren una filla: Antonia Polissena Sforza (1419)
Es casà, en segones núpcies, el 25 d'octubre de 1441 a la catedral de Cremona amb Blanca Maria Visconti, filla del duc Felip Maria Visconti i la seva amistançada Agnès del Maino. D'aquesta unió nasqueren:
- Galeàs Maria Sforza (1444-1476), duc de Milà
- Ippolita Maria Sforza (1445-1488), casada el 1645 amb Alfons II de Nàpols
- Felip Maria Sforza (1448-1492), comte de Pavia
- Sforza Maria Sforza (1449-1479), duc de Bari
- Lluís Maria Sforza (1452-1508), duc de Milà
- Ascani Maria Sforza (1455-1505), abat, bisbe i cardenal
- Ottaviano Maria Sforza (1458-1477), comte de Lugano

Al llarg de la seva vida tingué nombrosos fills il·legítims, el nombre dels quals els historiadors desconeixen.

## Inicis militars

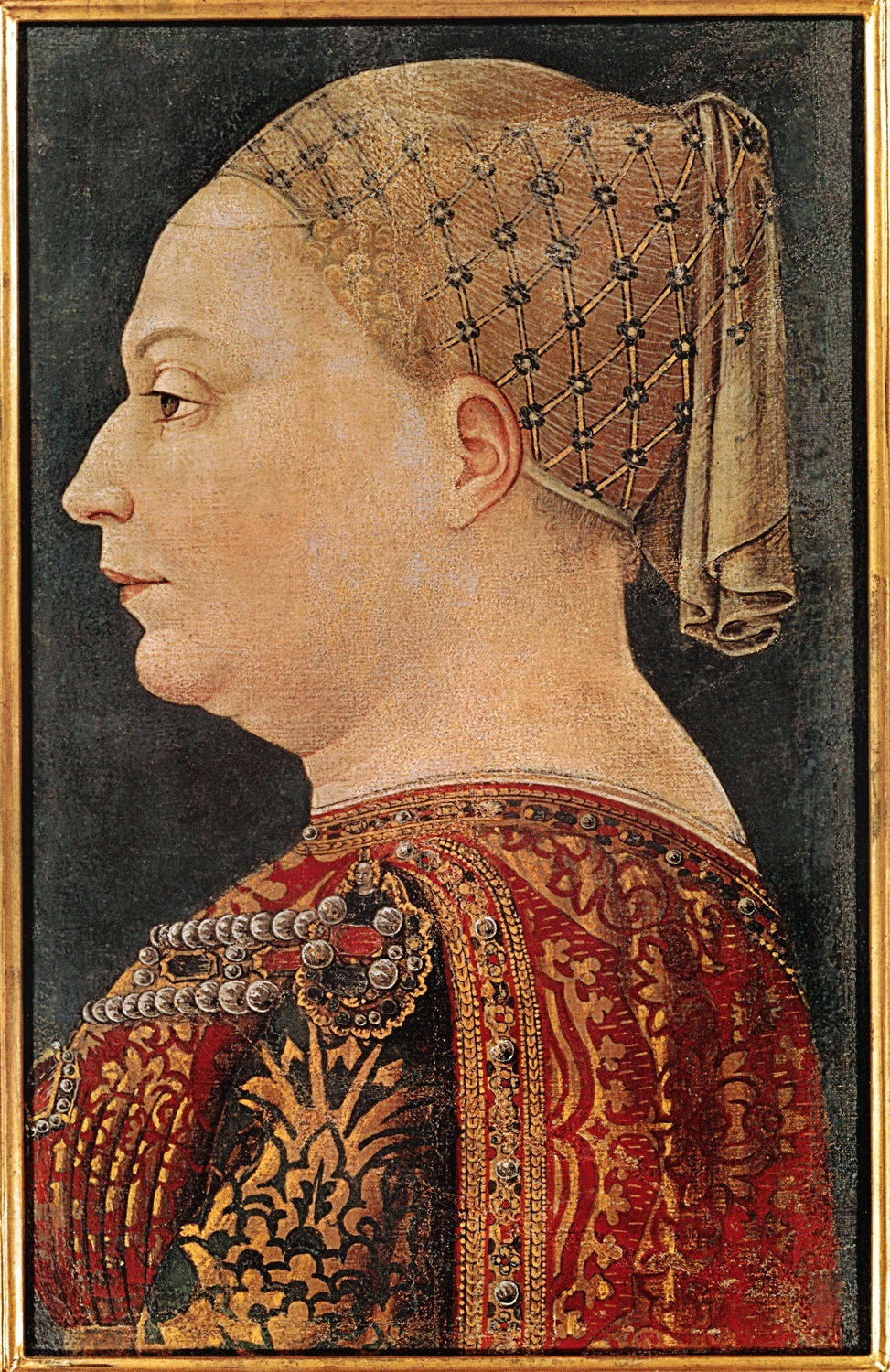
Imatge de Blanca Maria Visconti.

Des de 1419 va lluitar juntament amb el seu pare, guanyant ràpida fama per la seva habilitat per a doblegar barres de metall amb les mans. Més endavant va demostrar ser un estrateg expert i un comandant de camp molt preparat. Després de la mort del seu pare, ocorreguda el 1424, va lluitar inicialment per a l'exèrcit napolità i després per al papa Martí V i Felip Maria Visconti durant les Guerres de Llombardia. Després d'alguns èxits militars va caure en desgràcia i va ser enviat presoner al castell de Mortara, recuperant la llibertat després d'una reeixida expedició contra Lucca.
El 1431, després d'un període en què va lluitar novament per als estats papals, va liderar l'exèrcit milanès contra Venècia. A l'any següent va tenir lloc el seu compromís amb la filla del Duc, Blanca Maria, nuviatge que no fou ben vist per Felip Maria. Entre 1433 i 1435 Francesc Sforza va liderar els atacs milanesos sobre els estats papals, però quan va conquistar Ancona va canviar de bàndol, obtenint el títol de vicari de la ciutat directament del papa Eugeni IV. Així mateix, entre 1436 i 1439 va servir alternativament per a la República de Florència i la República de Venècia, enemics de Visconti, amb els quals va derrotar Francesco Piccinino a la batalla d'Anghiari.
El 1440 els seus feus al Regne de Nàpols van ser ocupats per Alfons el Magnànim, i per a recuperar-los es va haver de reconciliar amb Felip Maria Visconti, aconseguint realitzar el casament amb Blanca Maria l'octubre de 1441. A l'any següent es va aliar amb Renat I d'Anjou, pretendent al tron de Nàpols, i va marxar amb ell en una expedició vers el sud de la península Itàlica. Després d'algunes derrotes inicials va vèncer en 1443 a la batalla de Monteluro al comandant napolità Niccolò Piccinino gràcies a l'ajuda de Segimon Malatesta, que era el seu gendre, retornant així triomfant a Milà.

## Duc de Milà
El 1444 va aconseguir derrotar amb l'ajuda de Venècia una aliança entre els Visconti, el papa Eugeni IV i Malatesta, el qual suposadament havia assassinat la filla de Francesc. Gràcies a aquesta victòria, i en compensació d'abandonar als venecians, va rebre el títol de Capità General de l'exèrcit de Milà de mans del mateix duc.
A la mort del duc sense descendents masculins el 1447 s'instaurà la República Ambrosiana. En aquells moments Francesc rebé les senyories de Pavia i Lodi, i va iniciar els seus moviments per prendre el poder de la feble República aliat amb Guillem VIII de Montferrat i Venècia. El 1450, després d'anys de fam, es van iniciar una sèrie de disturbis als carrers de Milà que van dur al senat de la ciutat a oferir a Francesc Sforza el ducat. Va ser la primera vegada que un títol nobiliari fou concedit per una institució democràtica, si bé no rebé l'ordenació de Frederic III del Sacre Imperi Romanogermànic (ordenació que sí que rebé el seu fill).
Durant el seu govern, que va ser moderat, Sforza va modernitzar la ciutat i el ducat, va crear un eficient sistema d'impostos que va generar enormes ingressos per al govern. La seva cort es va convertir en un centre cultural del Renaixement, i la població de Milà li va tenir molta estima. A la ciutat va fundar l'Hospital Major, va restaurar el Palazzo di Arengo i va construir el Naviglio d'Adda, canal que connectava amb el riu Adda.
Inicià una llarga amistat amb Cosme el Vell, governant de la ciutat de Florència. L'amistat es va manifestar en la signatura del Tractat de Lodi el 1454, una aliança entre Florència i Milà que va assolir l'estabilitat del nord de la península Itàlica durant diversos anys. Després del tractat, Francesc I va renunciar a part de les conquestes a l'est de la Llombardia obtingudes pel seu condottiero Bartomeu Colleoni. Així mateix també va abandonar el seu suport a Renat I d'Anjou al tron de Nàpols, ocupant la República de Gènova el 1451, on instaurà el seu pupil Spinetta Campofregoso com a Dogo.
Morí el 8 de març de 1466 a la ciutat de Milà, deixant al seu fill Galeàs Maria Sforza com a hereu.
Francesc Sforza és esmentat moltes vegades a El príncep, llibre cabdal de Nicolau Maquiavel, on es ressalta la seva habilitat per a governar, i com a exemple il·lustratiu del perill que comporta per a un governant el suport de tropes mercenàries.